# Cytinus hypocistis
L'ipocisto giallo (Cytinus hypocistis L., 1753) è una pianta parassita appartenente alla famiglia delle Cytinaceae.

## Descrizione
È una piccola pianta perenne, parassita di Cistaceae come Cistus salviifolius, sulle cui radici cresce abitualmente. Non supera i 7 cm di altezza, il fusto è breve e ricoperto di squame carnose. Le foglie, anch'esse carnose, sono vivacemente colorate di giallo e presentano un apice che tende all'arancione e al rosso. I fiori sono raggruppati su una spiga; quelli femminili sono collocati in basso, quelli maschili in alto. Sono di forma regolare e dotati di perianzio giallo a quattro denti. Il frutto è giallo ed è una sorta di bacca il cui rivestimento deriva dal perianzio (acrosarco). I semi sono immersi in una polpa vischiosa. Il periodo di fioritura va da aprile a maggio.

## Distribuzione e habitat
È diffuso in tutta la regione mediterranea e in Macaronesia. In Italia è diffuso soprattutto nel centro-sud, ma è stato segnalato anche in Lombardia e Veneto.
Gli habitat ideali sono la macchia e la gariga; cresce sulle radici delle cistacee.

## Galleria d'immagini

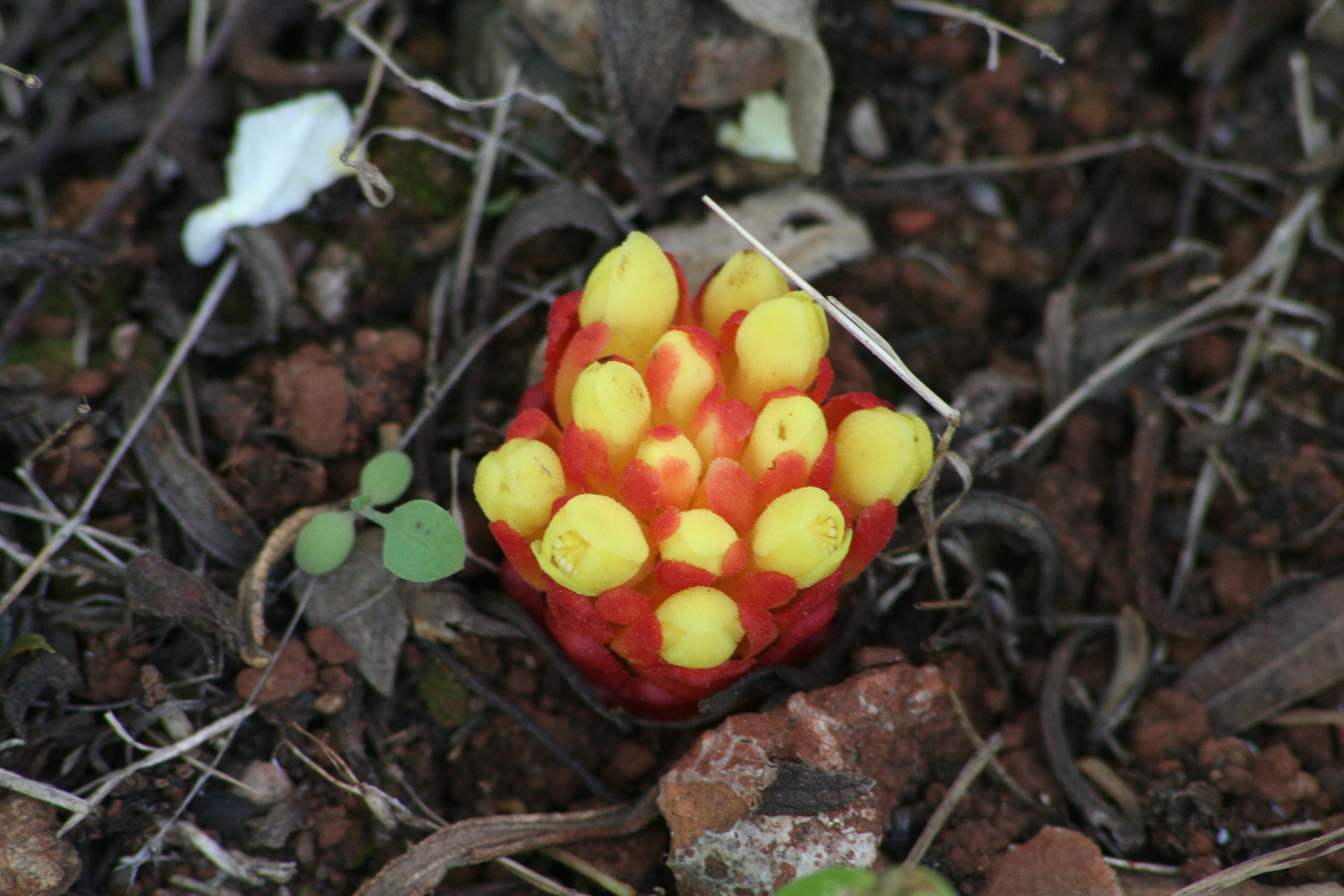
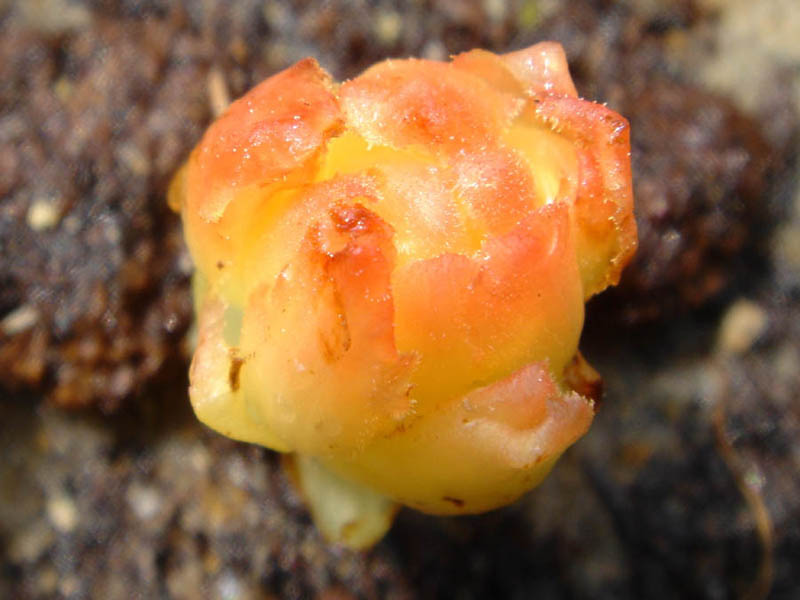
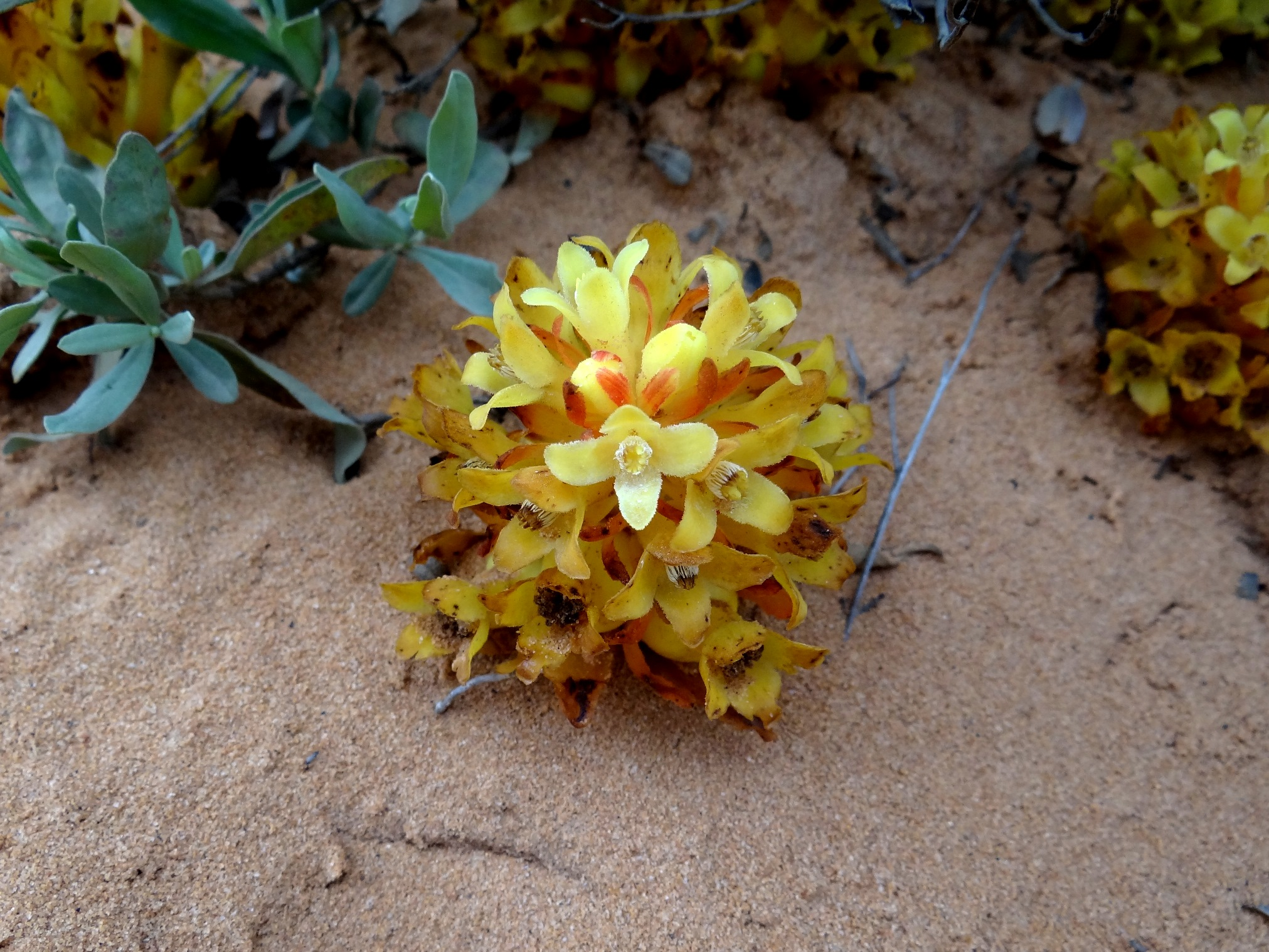
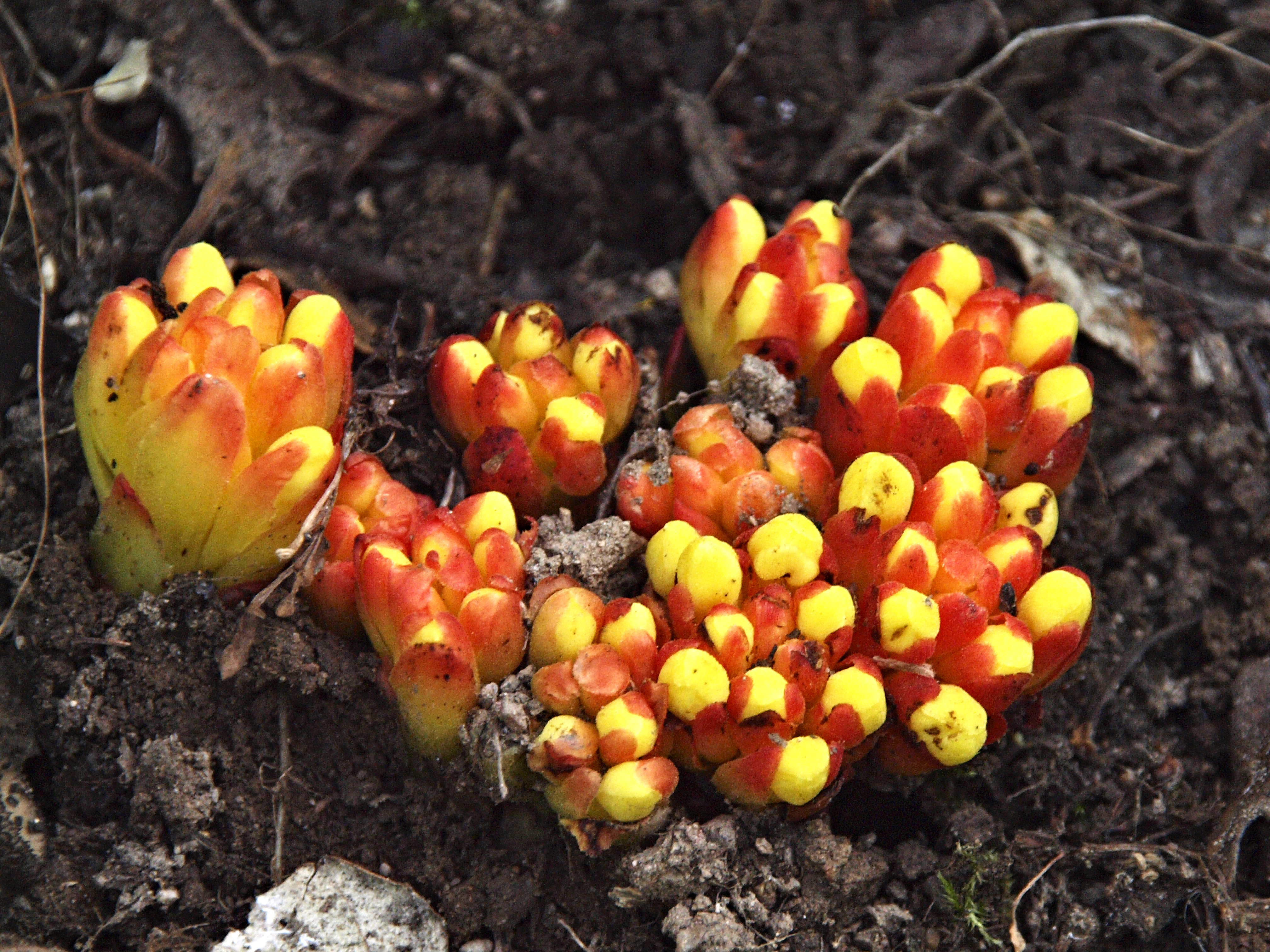